# Com'eravamo stupidi
Com'eravamo stupidi è il primo album di Rudy Marra, pubblicato nel 1991.
Il titolo è tratto dalla canzone Gaetano, presentata al Festival di Sanremo di quell'anno, che è dedicata a un amico dell'interprete, ucciso dalla tossicodipendenza da eroina (il ritornello dice "...Eri, ero, eravamo!", probabilmente riferendosi all'eroina).
Gino e Fausto è un omaggio ai due campioni e rivali di ciclismo, Bartali e Coppi.

## Tracce
1. Pieno di Campari
2. E Celentano continua a cantare
3. In cielo in terra e in hit parade
4. Gaetano
5. Fuori un'altra luna
6. Gino e Fausto
7. Voglio una donna
8. My Sex
9. La mia bimba
10. Intersezione naturale

## Musicisti
- Rudy Marra - voce
- Stefano Melone - tastiera
- Roberto Melone - basso
- Mauro Spina - batteria, percussioni
- Lucio Bardi - chitarra acustica, chitarra elettrica
- Luciano Ninzatti - chitarra elettrica
- Mauro Negri - clarino, sax
- Paola Folli, Giulia Fasolino, Silvio Pozzoli - cori